# Yan Hong
Yan Hong (阎红S, Yán HóngP; 23 ottobre 1966) è un'ex marciatrice cinese.

## Palmarès

### Mondiali
- 1 medaglia:
  - 1 bronzo (Roma 1987 nella marcia 10 km)

### Mondiali a squadre
- 1 medaglia:
  - 1 oro (St John's 1985 nella marcia 10 km)

### Mondiali indoor
- 1 medaglia:
  - 1 argento (Parigi 1985 nella marcia 3 km)